# Dagoberto Peña
Dagoberto Miguel Peña Rincón (Santo Domingo, 14 de junio de 1988) es un jugador de baloncesto dominicano. Con 1,98 metros de estatura y 100kg de peso, jugaba en la posición de alero.

## Trayectoria

### Universidad
Peña jugó cuatro temporadas de baloncesto universitario con los Thundering Herd de la Universidad Marshall, en las que promedió 6,4 puntos, 2,3 rebotes y 1,2 asistencias por partido. En 2010, Dagoberto fue elegido mejor sexto hombre del año de la Conference USA.

### Profesional
En enero de 2013, jugó dos partido con el Maldonado de la Liga Uruguaya de Básquetbol, en los que promedió 23 puntos, 5 rebotes y 6,5 asistencias por partido. En junio de 2013, se unió a los Leones de Santo Domingo de la Liga Nacional de Baloncesto de República Dominicana. Con los Leones, jugó 18 partidos de la serie regular promediando 6,8 puntos, dos rebotes y una asistencia por partido. Luego viajó a Colombia para jugar la Liga DirecTV de 2013-2 con el Academia de la Montaña. En esa competición promedió 24,4 puntos, 6,3 rebotes, 1,8 asistencias y 1,5 robos por partido mientras lideró al club hasta las finales de la liga.
En la siguiente torneo de la DirecTV, Dagoberto lideró al Academia a un récord de 15-5 en la primera fase de la temporada clasificando en la segunda posición del grupo 2 a la fase final. En las semifinales de la liga, Dagoberto y el Academia fueron barridos 0-3 por el Cimarrones del Chocó. En la temporada, Peña terminó como el líder en anotación de la liga con un media de 29 puntos también promediando 6 rebotes, 2,8 asistencias y 1,6 robos por partido.
Después de su etapa con el Academia, Peña jugó el segundo torneo del 2014 de la DirecTV con los Cafeteros de Armenia. En 7 partidos con los Cafeteros, promedió 15,9 puntos, 6 rebotes y 2,8 asistencias por partido.
En diciembre de 2014, firmó un contrato para jugar con el Centro Juventud Sionista de la Liga Nacional de Básquet. Con el Sionista, Peña sólo jugó nueve partidos promediando 11,3 puntos, 1,8 rebotes y una asistencia por partido.
En mayo de 2015, firmó un contrato para jugar con los Guaiqueríes de Margarita de la Liga Profesional de Baloncesto de Venezuela. Con los Guaiqueríes, jugó nueve partidos promediando 14,3 puntos y 2,7 rebotes por partido.
En junio de 2015, se unió a los Soles de Santo Domingo Este de la Liga Nacional de Baloncesto de República Dominicana. En la serie regular, Dagoberto disputó 12 encuentros registrando 12,1 puntos, 2,3 rebotes y una asistencia en 21,4 minutos por partido, mientras ayudó a los Soles a clasificar a los playoffs con un récord de 13-7. En las semifinales, Dagoberto y los Soles fueron eliminados por los Cañeros del Este tras perder la serie 2-3.
En febrero de 2017, firma con el FC Barcelona para ponerse a las órdenes de Alfred Julbe e intentar abandonar el último puesto de la Liga LEB Oro. En la primera parte de la temporada, Dago estaba cuajando una fantástica temporada en el Leyma Coruña, al que han abonado su cláusula de rescisión. El dominicano promediaba 16 puntos, 4.1 rebotes, 2.5 asistencias y 18.4 de valoración con unos porcentajes de acierto tanto en tiros de dos (59.4%) como en triples (50.9%) y tiros libres (90.6%).
El 3 de julio de 2017 se hace oficial su fichaje por el Club Baloncesto Estudiantes.
En agosto de 2020, regresa al Club Básquet Coruña de la Liga LEB Oro, club que le daría a conocer en España.
El 2 de agosto de 2021, pone fin a su etapa en el Club Básquet Coruña y firma por el Aix Maurienne Savoie Basket del Campeonato de Francia de Baloncesto Pro B.
El 30 de agosto de 2022, firma por el Grupo Alega Cantabria de la Liga LEB Oro.
Al terminar la temporada regular, anuncia por redes sociales su salida del Grupo Alega Cantabria.

## Selección dominicana
En agosto de 2015, Dagoberto hizo su debut en la Selección nacional de baloncesto de la República Dominicana en la Copa Tuto Marchand de 2015, en San Juan, Puerto Rico. Peña disputó 2 de 3 partidos en el torneo, donde promedió 4,0 puntos y 3,0 rebotes por partido.
En junio de 2016 consigue la medalla de bronce con su selección en el XXV Campeonato de baloncesto de Centroamérica y el Caribe, disputado en Panamá.